# Brit Awards de 2006
O Brit Awards de 2006 foi a 26ª edição do maior prêmio anual de música pop do Reino Unido. Eles são administrados pela British Phonographic Industry e ocorreram em 15 de fevereiro de 2006 no Earls Court em Londres. A cerimônia, quando transmitida, atraiu 4,70 milhões de telespectadores sendo uma das cerimônias mais vistas.
A cerimônia foi apresentada por Chris Evans, que também apresentou o Brit Awards de 2005. Durou cerca de três horas e a proibição do álcool no ano anterior havia sido flexível. A maior performance foi de Prince, que se reuniu com Wendy & Lisa do The Revolution, juntamente com Sheila E. para a performance. Os maiores vencedores de 2006 foram os Kaiser Chiefs, que saíram com três prêmios. Coldplay e Green Day ambos saíram com dois prêmios. Este ano foi a última apresentação dos prêmios Artista Pop Britânico, Artista Britânico de Rock e Artista Urbano Britânico.

## Performances
| Artista(s)     | Canção                                                                              |
| -------------- | ----------------------------------------------------------------------------------- |
| Coldplay       | "Square One"                                                                        |
| KT Tunstall    | "Suddenly I See"                                                                    |
| Kaiser Chief   | "I Predict a Riot"                                                                  |
| James Blunt    | "You're Beautiful"                                                                  |
| Kanye West     | "Diamonds From Sierra Leone" "Gold Digger"                                          |
| Kelly Clarkson | "Since U Been Gone"                                                                 |
| Gorillaz       | "Dirty Harry"                                                                       |
| Jack Johnson   | "Better Together"                                                                   |
| Paul Weller    | "Come On/Let's Go" "The Changingman" "From the Floorboards Up" "Town Called Malice" |
| Prince         | "Te Amo Corazón" "Fury" "Purple Rain" "Let's Go Crazy"                              |

## Vencedores e nomeados
| Álbum Britânico do Ano (apresentado por Madonna)                                                                          | Single Britânico do Ano (apresentado por Morten Harket) |
| --- | --- |
| - Coldplay – X&Y - Gorillaz – Demon Days - James Blunt – Back to Bedlam - Kaiser Chiefs – Employment - Kate Bush – Aerial | - Coldplay – "Speed of Sound" - James Blunt – "You're Beautiful" - Shayne Ward – "That's My Goal" - Sugababes – "Push the Button" - Tony Christie (featuring Peter Kay) – "(Is This the Way to) Amarillo" |
| Artista Solo Masculino Britânico (apresentado por Wayne Coyne)                                                            | Artista Solo Feminina Britânica (apresentado por Jo Whiley) |
| - James Blunt - Antony and the Johnsons - Ian Brown - Robbie Williams - Will Young                                        | - KT Tunstall - Charlotte Church - Kate Bush - Katie Melua - Natasha Bedingfield |
| Grupo Britânico (apresentado por Debbie Harry)                                                                            | Melhor Revelação Britânica (apresentado por Chris O'Dowd) |
| - Kaiser Chiefs - Coldplay - Franz Ferdinand - Gorillaz - Hard-Fi                                                         | - Arctic Monkeys - James Blunt - Kaiser Chiefs - KT Tunstall - The Magic Numbers |
| Artista Pop Britânico (apresentado por Harry Hill)                                                                        | Artista Urbano Britânico (presented by Jamelia) |
| - James Blunt - Katie Melua - Kelly Clarkson (Estados Unidos) - Madonna (Estados Unidos) - Westlife                       | - Lemar - Craig David - Dizzee Rascal - Ms. Dynamite - Kano |
| Artista Britânico de Rock (apresentado por Tamsin Greig)                                                                  | Melhor Performance Britânica ao Vivo (apresentado por Thandie Newton) |
| - Kaiser Chiefs - Franz Ferdinand - Hard-Fi - Kasabian - Oasis                                                            | - Kaiser Chiefs - Coldplay - Franz Ferdinand - KT Tunstall - Oasis |
| Contribuição Excepcional para a Música (apresentado por Ray Winstone)                                                     | Álbum Internacional (apresentado por Paris Hilton) |
| - Paul Weller | - Green Day – American Idiot - Arcade Fire – Funeral - Kanye West – Late Registration - Madonna – Confessions on a Dance Floor - U2 – How to Dismantle an Atomic Bomb                                     |
| Artista Solo Masculino Internacional (apresentado por Boy George)                                                         | Artista Solo Feminina Internacional (apresentado por Neil Tennant) |
| - Kanye West - Beck - Bruce Springsteen - Jack Johnson - John Legend                                                      | - Madonna - Björk - Kelly Clarkson - Mariah Carey - Missy Elliott |
| Grupo Internacional (apresentado por Kelly Osbourne)                                                                      | Melhor Revelação Internacional (apresentado por Beth Orton) |
| - Green Day - Arcade Fire - The Black Eyed Peas - U2 - The White Stripes                                                  | - Jack Johnson - Arcade Fire - Daniel Powter - John Legend - The Pussycat Dolls |

## Controvérsia
- Alguns dos mais famosos artistas pop britânicos não conseguiram uma indicação.  Bandas como Girls Aloud e McFly tiveram top 10 hits tanto em singles quanto nas paradas de álbuns, mas nenhum deles foi indicado, e Oasis, que foram elegíveis, mas foram esnobados na categoria de Melhor Álbum, tendo apenas duas indicações.